# Cinclodes
A Cinclodes a madarak (Aves) osztályának verébalakúak (Passeriformes) rendjébe és a fazekasmadár-félék (Furnariidae) családjába tartozó nem.

## Rendszerezésük
A nemet George Robert Gray írta le 1840-ben, jelenleg az alábbi 15 faj tartozik ide:
- Cinclodes pabsti
- Cinclodes fuscus
- falklandi partibillencs vagy falklandi tengeririgó (Cinclodes antarcticus)
- Cinclodes comechingonus
- Cinclodes albidiventris vagy Cinclodes fuscus albidiventris
- Cinclodes olrogi
- Cinclodes albiventris vagy Cinclodes fuscus albiventris
- Cinclodes oustaleti
- Cinclodes excelsior
- Cinclodes aricomae
- Cinclodes palliatus
- Cinclodes atacamensis
- Cinclodes patagonicus
- perui tengeririgó (Cinclodes taczanowskii)
- chilei tengeririgó (Cinclodes nigrofumosus)

## Előfordulásuk
Dél-Amerika területén honosak.